# God zij met ons Suriname
God zij met ons Suriname je nacionalna himna Surinama.

## Tekst
God zij met ons Suriname
God zij met ons Suriname 

Hij verheff'ons heerlijk land 

Hoe wij hier ook samen kwamen 

Aan zijn grond zijn wij verpand 

Werkend houden w'in gedachten 

Recht en waarheid maken vrij 

Al wat goed is te betrachten 

Dat geeft aan ons land waardij 
Opo Kondreman
Opo kondreman oen opo! 

Sranangron e kari oen. 

Wans ope tata komopo 

Wi moe seti kondre boen. 

Stré de f'stré, wi no s frede. 

Gado de wi fesiman. 

Eri libi te na dede 

Wi s feti gi Sranan!

## Vanjske poveznice
- MIDI sound file  Arhivirana inačica izvorne stranice od 10. ožujka 2007. (Wayback Machine)
- MP3 sound file  Arhivirana inačica izvorne stranice od 30. prosinca 2005. (Wayback Machine)